# وجه آخر
وجه آخر (بالإنجليزية: Another Face)‏ هو فيلم أبيض وأسود جريمة أمريكي إنتاج عام 1935 من إخراج كريستي كابان (صدر في المملكة المتحدة بعنوان كما حدث في هوليوود) من بطولة والاس فورد وبريان دونليفي وفيليس بروكس. تدور أحداث الفيلم حول رجل عصابة مطلوب بتهمة القتل العمد يخضع لجراحة تجميلية ويصبح ممثلاً في هوليوود.

## طاقم التمثيل
- والاس فورد في دور جو هاينز
- بريان دونليفي في دور سبنسر دوترو
- فيليس بروكس في دور شيلا باري
- إريك رودس في دور جريم ، مخرج مساعد
- مولي لامونت في دور ماري ماكول
- آلان هيل في دور تشارلز إل كيلار
- أديسون راندال في دور تيكس ويليامز
- باول ستانتون في دور بيل برانش ، مخرج
- أوسكار أبفل في دور دكتور إتش جيه بولر (غير معتمد)
- هاتي ماكدانيال في دور نيلي ، خادمة شيلا (غير معتمدة)

## روابط خارجية
- وجه آخر  في قاعدة بيانات الأفلام على الإنترنت (بالإنجليزية)
- وجه آخر في قاعدة بيانات تيرنر كلاسيك موفيز للأفلام.
- وجه آخر على موقع أول موفي.
- Another Face على فهرس معهد الفيلم الأمريكي